# 十万石ふくさや
株式会社十万石ふくさや（じゅうまんごくふくさや）とは、埼玉県行田市にある日本の食品メーカーの一つ。主に十万石まんじゅうなどの和菓子を製造・販売する。

## 概要

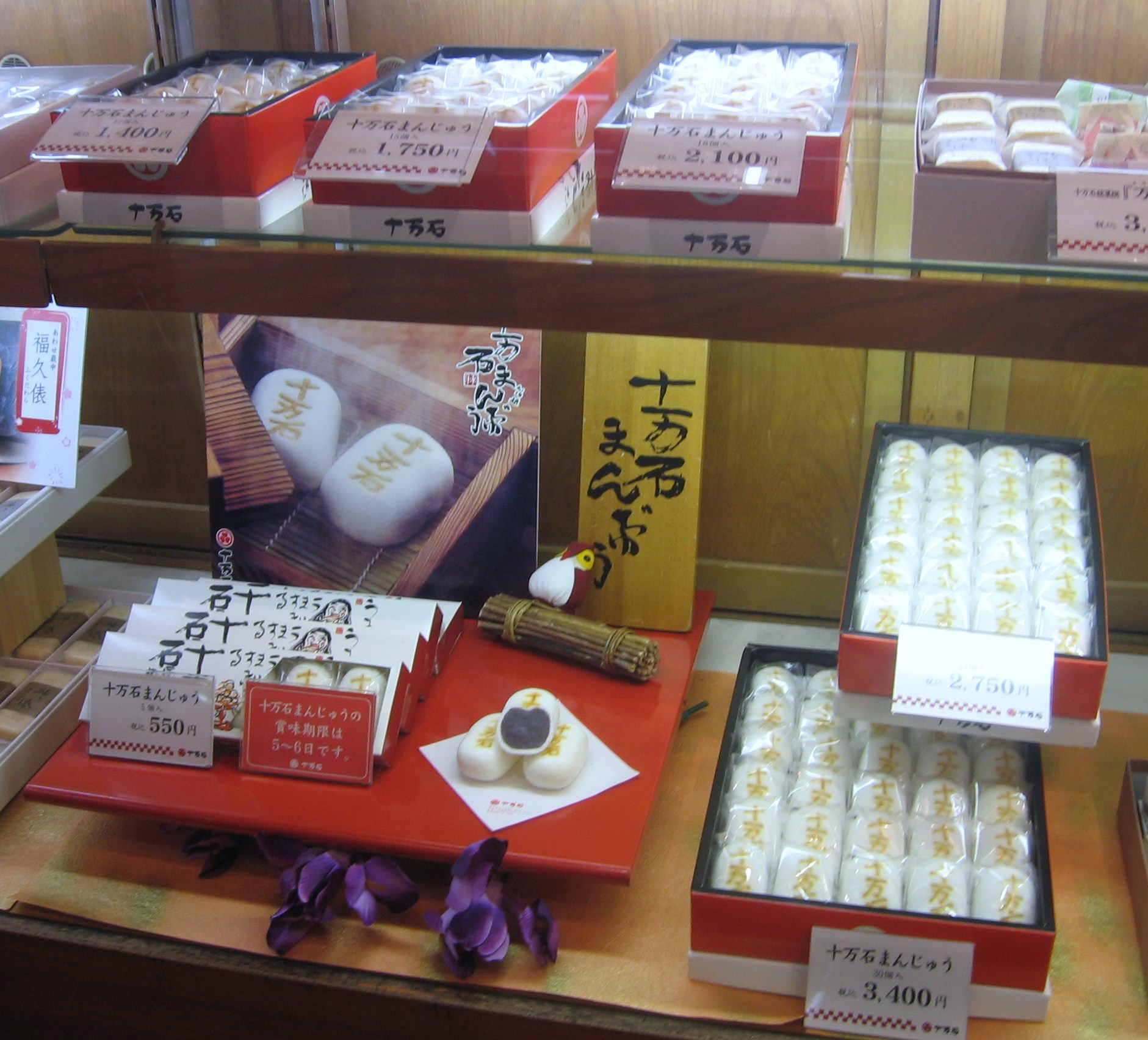
十万石まんじゅうの販売（十万石ふくさや本店）

十万石まんじゅうは、棟方志功考案の「うまい、うますぎる」のキャッチコピーとパッケージを使用しており、テレ玉を中心にコマーシャルを放送している。TBS系テレビドラマ『陸王』とコラボレーションし、劇中に十万石まんじゅうが登場している。ドラマ放映期間中は「陸王」の焼印が入った十万石まんじゅうが限定販売された。

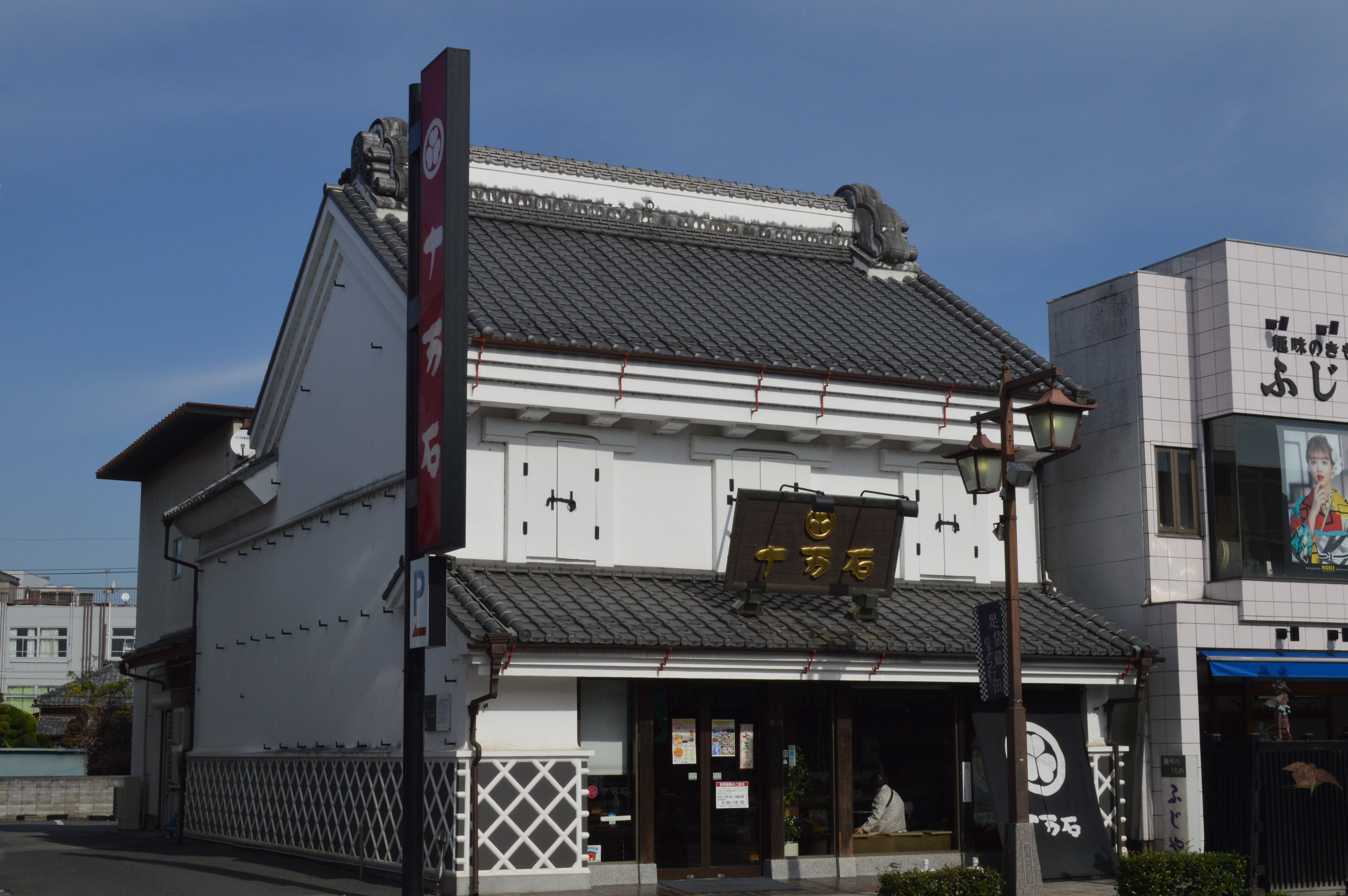
登録有形文化財の十万石ふくさや行田本店建物

2007年10月、行田本店が国の登録有形文化財（建造物）に登録された。
埼玉県西部には店舗がほとんどなく、秩父地域に至っては1店舗も存在しない。群馬県南部には店舗が2店舗ある。

## 主な製品
- 十万石まんじゅう
- はにわさぶれ
- 幸たま（さきたま）
- その他